# Anhandgabe
Die Anhandgabe (auch Vor- oder Grundstücksoption, Erstzugriffsrecht, Reservierungsphase, Absichtserklärung genannt) ist ein Verfahrensabschnitt bei Grundstückszuteilungen im Wege der Konzeptvergabe oder einer Direktvergabe. Durch sie wird eine Entwicklung des Projekts gemäß den sozial- und stadtentwicklungspolitischen Zielen der Ausschreibung sichergestellt.
Bei der Anhandgabe handelt es sich um die Phase zwischen getroffener Auswahlentscheidung zugunsten eines Bewerbers und Kauf- oder Erbbaurechtsvertragsabschluss. In diesem Stadium wurde die Grundstückszuteilung bereits vorgenommen und der obsiegende Bewerber bekannt gemacht. Kennzeichnend ist ein Exklusivitätsverhältnis zwischen dem Grundstückseigentümer und dem erfolgreichen Bewerber. Hierfür gibt die Kommune in Form eines politischen Beschlusses oder Vorvertrags die Gewähr, dass das Grundstück innerhalb des Anhandgabezeitraums keinem anderen Interessenten angeboten wird. Eine Verpflichtung der Kommune, das Grundstück zu verkaufen oder einen Erbbaurechtsvertrag zu schließen, schließt die Anhandgabe jedoch nicht ein, denn wenn sich zeigt, dass Auflagen oder Vereinbarungen durch den künftigen Bauherrn nicht eingehalten werden, kann ihm das Grundstück wieder entzogen werden. Als Sicherheit, dass der Bewerber sein Konzept auch ernsthaft weiterverfolgt, kann ein Anhandgabeentgelt erhoben werden, welches auf die spätere Kaufpreiszahlung angerechnet werden kann.
Die Anhandgabe umfasst je nach Komplexität des Vorhabens regelmäßig einen Zeitraum von ein bis zwei Jahren und dient der Umsetzung des Konzepts und somit der Qualitätssicherung. Während dieser Phase können Fragen zum Planungsrecht, Baurecht und der Finanzierung des Projekts geklärt werden. Der künftige Bauherr kann einen Architekten aussuchen, Bodenuntersuchungen durchführen und Kostenschätzungen vornehmen lassen. Zudem werden die Unterlagen für die Baugenehmigung zusammengetragen, sodass der Bauantrag gestellt werden kann. Empfehlenswert ist die Formulierung von Meilensteinen mit zu erfüllenden Leistungen. Durch einen Abstimmungsprozess zwischen künftigem Bauherrn, Baubehörde und der Kommune mit exakten Zeitplänen kann eine zügige Umsetzung des Projektes erreicht werden.
Gegen Ende der Anhandgabezeit wird über den Kauf- bzw. Erbbaurechtsvertrag endverhandelt. Voraussetzung für den Abschluss ist eine gesicherte Finanzierung sowie das Vorliegen der Baugenehmigung.

## Ziele/Vorteile
- Die Anhandgabe dient für beide Seiten als Sicherungsinstrument. Die Umsetzung des Konzepts ist Voraussetzung für den anschließenden Kauf- oder Erbbaurechtsvertrag. Dies gibt den Verkäufern die Sicherheit, dass das Konzept realisiert wird. Gleichzeitig wird durch den Vorvertrag/Anhandgabevertrag den Käufern zugesichert, dass das Grundstück während der Anhandgabezeit nicht an Dritte veräußert wird.[13]
- Die Gemeinde hat während der Anhandhabephase die Möglichkeit Einfluss auf die Entwicklung zu nehmen. So wird sichergestellt, dass genau die angestrebten wohnungs-, sozial- und umweltpolitischen Ziele erreicht werden.
- Durch die Verlagerung der Klärung von Architektur, Planungsrecht, Baurecht und der Finanzierung des Projekts wird die Bewerbung niedrigschwellig ausgestaltet,[14] sodass die Konzeptvergabe insbesondere für private Baugemeinschaften und andere zivilgesellschaftliche Akteure attraktiv wird. Dies gibt Projekten mit starker sozialer Ausrichtung und aufwendigen Abstimmungsprozessen eine Chance gegenüber finanziell sehr gut aufgestellten Vorhabenträgern.[15]
- Der Bewerber kann nach der Grundstückszuteilung mit der konkreten Planung beginnen, wenn er Sicherheit darüber hat, dass sein Konzept ausgewählt wurde und er dieses realisieren kann.

## Beispiele
- Eiermannbau, Apolda
- Pestalozzi-Quartier, Hamburg
- Niddastraße, Frankfurt am Main
- Klagesmarkt, Hannover
- Dransdorfer Berg, Bonn